# Xã Elm River, Michigan
Xã Elm River (tiếng Anh: Elm River Township) là một xã thuộc quận Houghton, tiểu bang Michigan, Hoa Kỳ. Năm 2010, dân số của xã này là 177 người.